# Chontal
Chontal (Čontal; Yocotan, Yokot'an), indijanski narod iz Tabasca srodan Cholima i Chortima, ali nesrodan istoimenom plemenu poznatom i kao Tequistlatec iz Oaxace.
Ime Čontal dolazi od chontalli, dobili su ga od Asteka u čijem jeziku nahuatl označava  'strance' , dok oni sami sebe nazivaju Yokot'anob ili Yocotan, Yokot'an, "oni koji govore yoko ochoco (chontal)".
Jezik Chontala pripada podskupini chol čiji se pretka naziva proto-čolski. Plemena koja su razvila svoje jezike iz proto-čolskog su Cholti (nestali u hispansko doba), Chorti, Chol i Chontal Yocotan.
U prošlosti su Čontali živjeli u dvije regije poznate kao Acalan (a nazivani su Mactun) i Chontalpa, u kojima su se nalazila većina čontalskih gradova. Ostala naselja nalazila su se uz obalu i duž rijeka.
Acalan je opisan u dokumentu Maldonado-Paxbolon Papers. Nalazio se uz Río Candelaria, koja utječe u Laguna de Términos, na području države Campeche. Imala je 76 gradova i naselja, i bila je najnaseljenija čontalska provincija. Chontalpa i Tabascu imala je 23 grada u kojima se govorio čontalski.
Točna populacija Chontala nije poznata jer u popisima koje provodi Meksiko nisu navedena djeca do pet godina, kao ni hispanojezični Indijanci. Bez ovih navedenih skupina 1990. popisano ih je 30.143; 55.000 (1995.). Oni danas žive poglavito u općinama Centla, Macuspana, Nacajuca i Tacotalpa.
Chontali su agrikulturan narod koji danas živi od obrade zemlje. U svojim vrtovima za vlastite potrebe sade kukuruz, grah i tikve, dok je suvremeno komercijalno poljoprivredno gospodarstvo uglavnom ograničeno na proizvodnju tropskih i suptropska kultura, kao što su kakao, šećerna trska i banana, a iz komercijalnih razloga bave se i uzgojem stoke. Značajan je i komercijalni ribolov (škampi). Od 1950.-tih za Tabasco je veoma značajna eksploatacija nafte i prirodnog plina, pa je shodno tome i chontalska zajednica u mnogo boljem položaju od ostalih majanskih skupina Meksika.
Religija suvremenih Čontala je katolička, a katolička crkva najvažnija je građevina. Svaki grad ima nekog svog sveca-zaštitnika.

## Vanjske poveznice
- Tabasco Chontal (Yocot'an)